# Órói
Órói, noto anche con il titolo internazionale Jitters, è un film del 2010 diretto da Baldvin Zophoníasson.

## Trama
Gabriel è un serioso studente islandese che si trova a trascorrere tre settimane a Manchester per un programma scolastico di scambio culturale di tre settimane. Condivide la sua stanza con Marcus, un ragazzo molto interessante. I due ragazzi si frequentano e passano varie nottate assieme finché non si baciano intensamente. Tuttavia non riusciranno ad intraprendere una relazione che vada più in là dello scambio di qualche messaggio. Gabriel è ancora immaturo ed è alla ricerca della propria identità sessuale.
Dopo il rientro a Reykjavík, Gabriel ritorna dagli amici e rimane coinvolto nelle loro storie: da Greta che lascia la casa della madre per trasferirsi in un appartamento in affitto, a Stella che si è innamorata proprio di lui. Finché non rincontrerà Marcus che sconvolgerà di nuovo l'adolescenza.

## Distribuzione
Il film è stato presentato in anteprima a Reykjavik il 27 agosto 2010, prima di essere distribuito nei cinema islandesi il 10 ottobre 2011.

## Riconoscimenti
- 2011 - Edda Awards
  - Attore non protagonista dell'anno a Þorsteinn Bachmann
  - Nomination Attore dell'anno ad Atli Oskar Fjalarsson
  - Nomination Attrice dell'anno a Hreindís Ylva Garðarsdóttir
  - Nomination Attrice non protagonista dell'anno a Lilja Guðrún Þorvaldsdóttir
  - Nomination Regista dell'anno
  - Nomination Sceneggiatura dell'anno
  - Nomination Miglior film
  - Nomination Miglior fotografia
- 2011 - Kristiansand International Children's Film Festival
  - Don Quixote Award